# Kölner Karneval

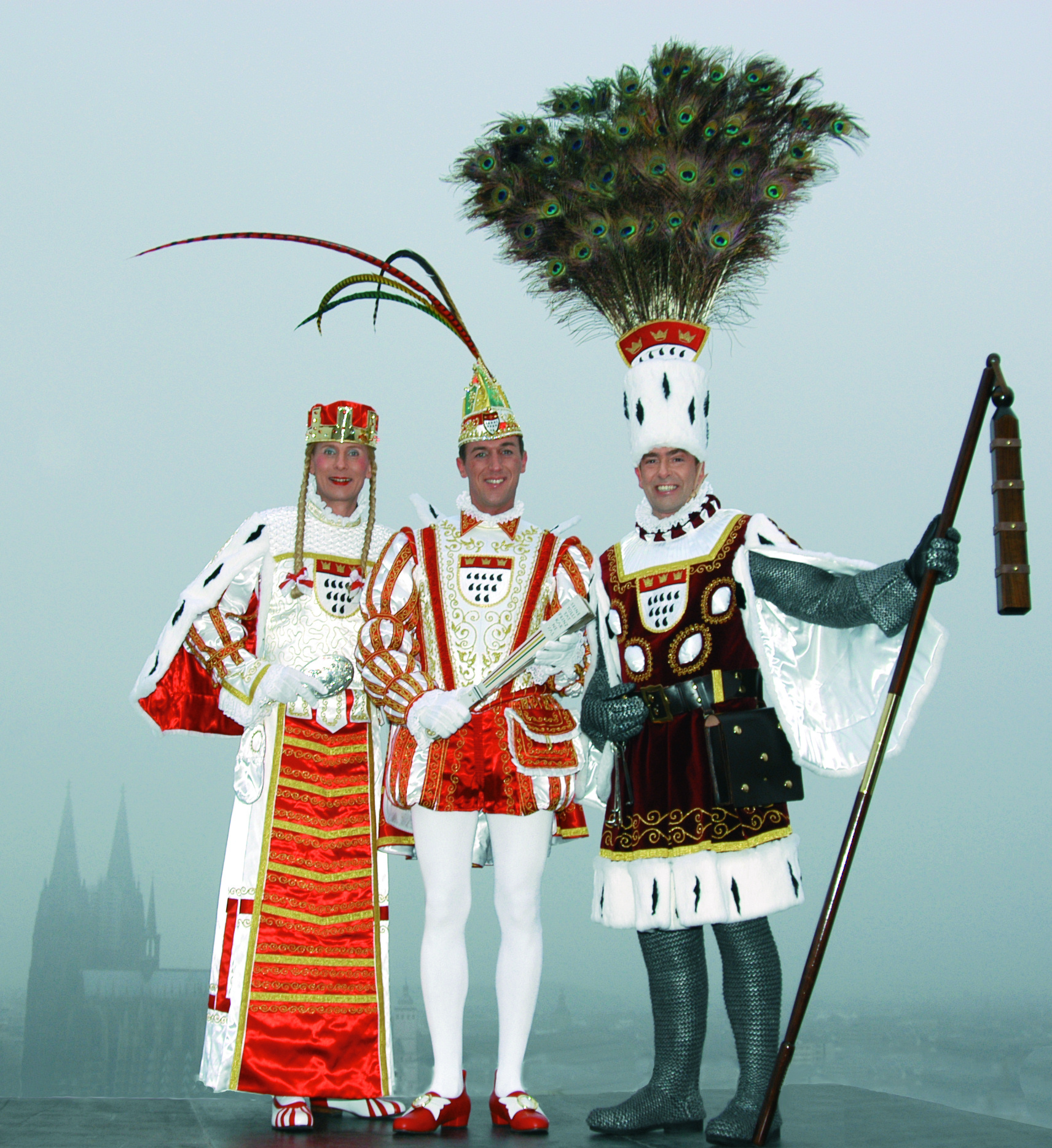
Das Kölner Dreigestirn 2005 (v.l. Jungfrau, Prinz, Bauer)

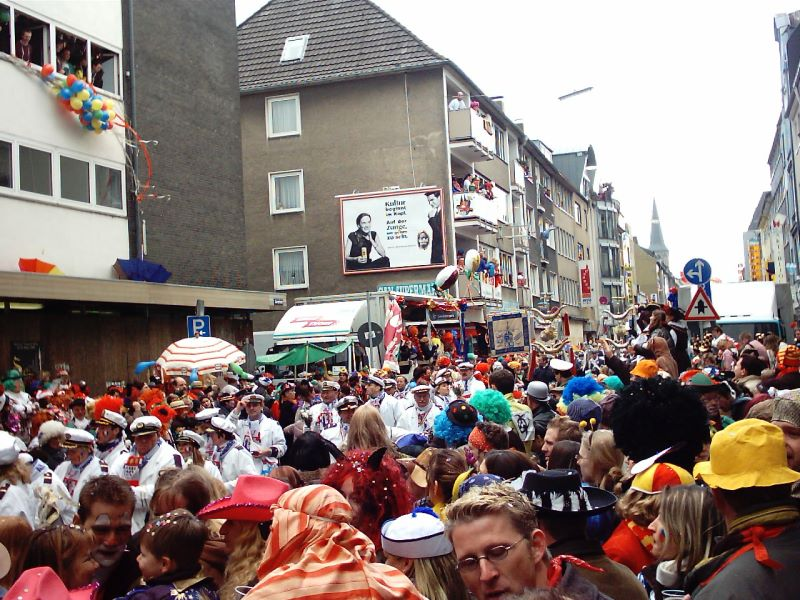
Kölner Rosenmontagszug (2004)

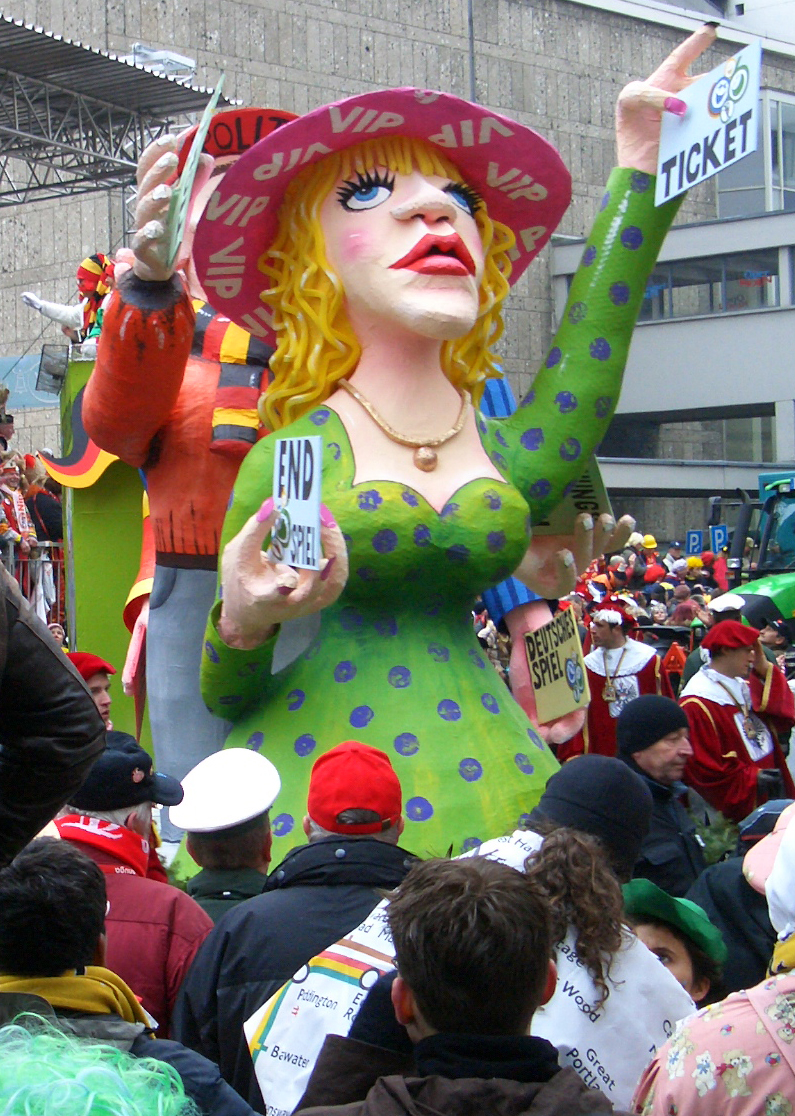
Figur auf dem Rosenmontagszug (2006)

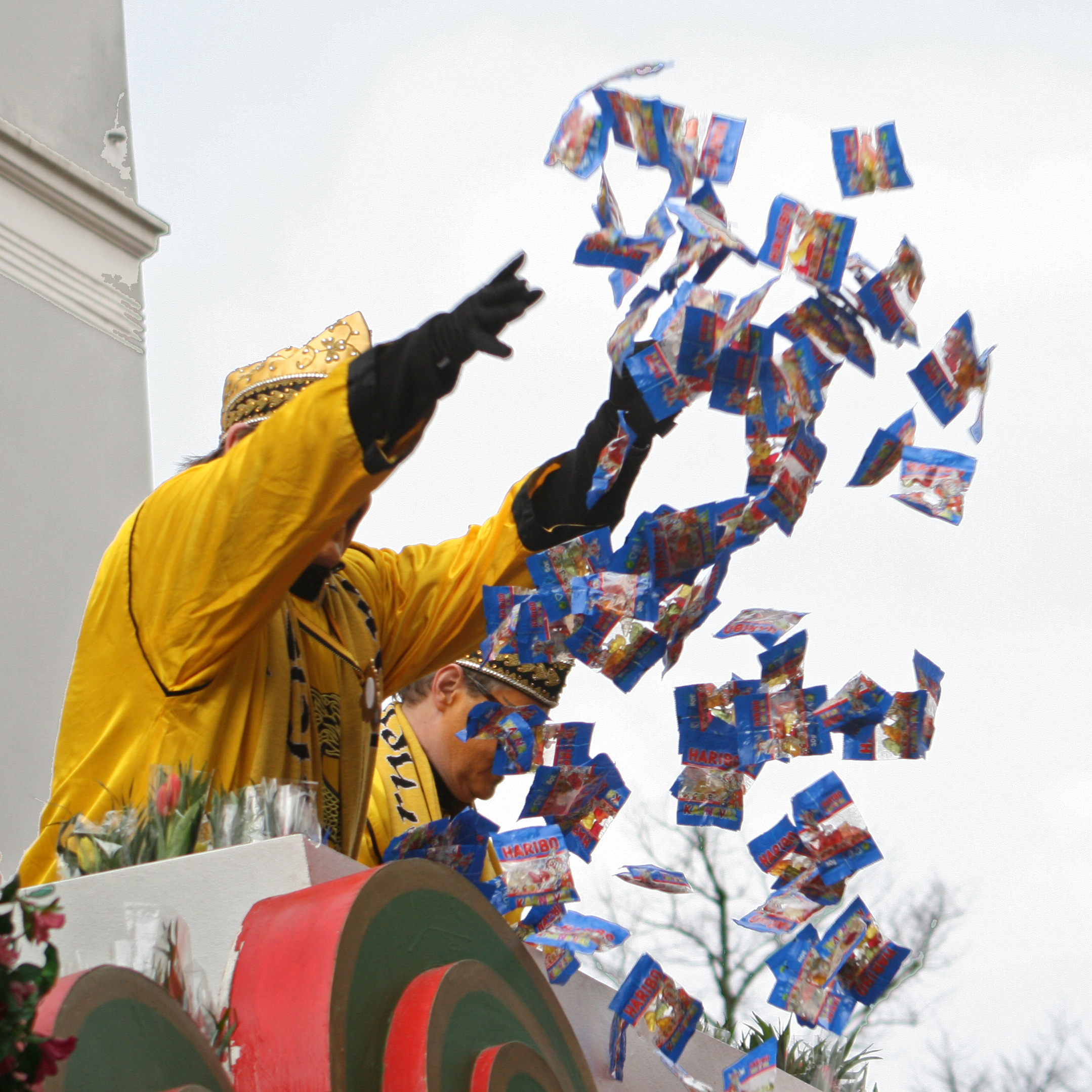
Kamelle!

Der Kölner Karneval ist ein rheinisches Volksfest, das jährlich von Millionen Menschen gefeiert wird. Er wird mundartlich auch Fastelovend oder Fasteleer genannt.

## Zeitrahmen und Organisation
Die Karnevalssession oder die fünfte Jahreszeit wird offiziell am Elften im Elften, dem 11. November, um Elf Uhr Elf auf dem Kölner Alter Markt bzw. Heumarkt mit Auftritten der bekanntesten Karnevalsmusiker vor mehreren tausend Zuschauern sowie mit der Vorstellung des designierten Kölner Dreigestirns eröffnet. Die Aktivitäten steigern sich schrittweise: Nach der ruhigeren Advents- und Weihnachtszeit beginnen ab Neujahr vermehrt die Korpsappelle, Karnevalssitzungen und -bälle mit Auftritten von Büttenrednern sowie Tanz- und Musikgruppen. Anfang Januar findet auch die Prinzenproklamation statt.
Am Donnerstag vor Aschermittwoch, dem Tag der Weiberfastnacht, wird um 11:11 Uhr ebenfalls auf dem Alter Markt der Straßenkarneval eröffnet. Von diesem Zeitpunkt an feiern die Jecken in den Kneipen und auf der Straße bis zum Abend des Karnevalsdienstags. Am Karnevalssonntag finden die Kölner Schull- un Veedelszöch statt. Die besten Fuß- und Wagengruppen der Veedel werden dabei prämiert und dürfen am Rosenmontagszug teilnehmen. Daneben veranstalten viele Veedel zwischen Karnevalsfreitag und Karnevalsdienstag eigene Umzüge. Der offizielle Höhepunkt des Kölner Karnevals ist der am Rosenmontag stattfindende Rosenmontagszug. In der Nacht zum Mittwoch wird in den Veedeln als Abschiedsbrauch die Nubbelverbrennung abgehalten. Am Aschermittwoch finden oft Abschlusstreffen, meist ein gemeinsames Fischessen, statt.
Koordinierende Kraft hinter dem offiziellen Kölner Karnevalsprogramm ist das Festkomitee Kölner Karneval als organisatorischer Zusammenschluss der Kölner Karnevalsgesellschaften. Diese traditionsreichen Vereine stellen das Kölner Dreigestirn und viele der Teilnehmer bei den offiziellen Karnevalszügen. Neben dem offiziellen hat sich auch ein alternativer Karneval etabliert. Seit 1984 gibt es die Stunksitzung, die als studentische Alternative zum offiziellen Karneval entstand und heute eine Mischung aus kölschem Karneval und politischem Kabarett darstellt. Ebenfalls außerhalb der offiziellen Regularien hat sich der nächtliche Geisterzug gebildet. Dieser alternative Umzug war ins Leben gerufen worden, nachdem 1991 der offizielle Rosenmontagszug als Reaktion auf den zweiten Golfkrieg abgesagt worden war.

## Geschichte
→ Zur Kulturgeschichte des Karnevals siehe Karneval, Fastnacht und Fasching.
Zum 200-jährigen Jubiläum des „organisierten Kölner Karnevals“ wurde im Jahr 2023 die Historie wissenschaftlich neu aufgearbeitet.

### Mittelalter
Winteraustreibungen und ausschweifendes Treiben am Vorabend der österlichen Fastenzeit waren im Mittelalter auch in Köln verbreitet. Erste schriftliche Überlieferungen finden sich aus 1220. Man aß und trank, tanzte, trieb Verkleidungsspiele und Umzüge zu Fuß oder zu Pferd. Akteure waren auch die Gaffeln, die berufsständisch-politischen Zusammenschlüsse der Zünfte.

„Nun begann das tolle Treiben auf allen Gassen, in allen Häusern, drei Tage hindurch. Jede Art Privatgeschäfte waren eingestellt, nur der tollen Lust war die Zeit gewidmet. Einzelne Masken und kleinere Züge derselben erschienen bei Bekannten, um mit ihnen zu scherzen, oder durchzogen die Straßen und stellten an diesem oder jenem Hause, auch wohl in den Schenk- und Gasthäusern, welche Tag und Nacht offen, und ebenso wie die Straßen, mit fröhlichen und Jubelnden gefüllt waren, scherzhafte Szenen dar, bald zum Spott, bald zur lustigen, gemütlichen Unterhaltung und Neckerei. Alle Nächte fanden Bälle statt, auf denen die Masken die freundschaftlichen, scherzhaften, oft auch bitteren Neckereien fortsetzten und den Tanz mit allgemeinen Schauspielen wechseln ließen.“

Das Karnevalsgeschehen und seine Exzesse waren offenbar schwer zu steuern.
Am 5. März 1341 beschloss der Stadtrat, aus der Stadtkasse kein Geld mehr „zu vastavende“ zu geben. Wiederholt verbot der Rat den Mummenschanz, so 1487 das „Vermomben, Verstuppen und Vermachen“ und im 17. Jahrhundert mehrfach „die Mummerey und Heidnische Tobung“. 1441 wurde ein Wirt bestraft, weil er die Persiflage einer kirchlichen Reliquienprozession aufführte; im 17. Jahrhundert wandte sich der Rat gegen „öffentlichen Unfug“ in geistlicher, Mönchs- oder Nonnenverkleidung.

### Neuzeit
Kölner Fastnachtsbräuche in der frühen Neuzeit schildern anschaulich die Aufzeichnungen des Ratsherren Hermann von Weinsberg (1518–1597). Der Donnerstag vor Aschermittwoch (heute Wieverfastelovend) hieß „Lutzenfastabend“ (1550; 1595). Der Fastnachtssonntag hieß „Großfastabend“, an dem „daß folcks gemeinlich dissen tag in Coln beschenckt [= betrunken] ist. Ich hab nit dan 0,5 quart weinß 3 alb. verhert.“ (1587). Der Rosenmontag hieß „Kleinfastabend“. An diesem Tag war man ausgelassen („verlustert“), närrisch und geckig, verkleidete (vermummte) sich, tanzte und zog trommelnd durch die Straßen:

„A. 1578 den 10. febr. uff montag zu klein fastabent, als das folk frolich ware und sich vermommet, gedacht ich mich auch etwas zu vermachen und narrisch zu sein, dan daß kunth die zeit eitz leiden, wust aber bei mir eitz nit besser narheit und geckheit anzutriben, dan das ich mich selbst lobte, das were ein recht mommen und narrenwirk … vur min zit verdreif und fastabendt spill. … Anno 1592 den 10 febrvarii uff montag zu fastabent alß daß daß jong folck uber die gassen trommen, mommen dollen leiff hab ich kein weisheit kunnen verrichten …“

Der Fastnachtdienstag hieß „Letstfastabend“. Weinsberg lud Freunde, Nachbarn und Verwandte zu Essen und Trinken zu sich nach Hause ein. Auch dabei verkleideten sich die jungen Leute, indem sie zum Beispiel fremde Berufskleidung trugen: 

„Anno 1580 den 16 febrvarii den lestfastabent am abendt waren Peter van Weinsberch und Anna, sin fraw, allein bei unß essen, do mir den fastabendt scloissen. Min broder zapte daßmal wein zu Weinsberch umb 7 alb. Und quamen unß jonge neiffen … und noch zwein bei unß mommen, hatten sich mit wissen wambiß, schortzn, stopmetzer vißgerust wie fasbender. … A. 1594 den 22. febr., Lestfastabent, wiewol der wein dure war, so haben die gesellen von etlichen amten mit den trommen uber die gassen gangen und gelager gehalten, auch vil vom jongen folk sich vermommet. Aber der gemein und hantwirksman ist still gewesen und haben gesparet.“

Der Aschermittwoch war der „Eschtag“, an dem die Fastenzeit begann, die bis zu „Parschen“ (Ostern) dauerte. Eine Unterbrechung gab es am Sonntag Laetare, dem sogenannten „Halbfasten“ oder „Rosentag“: 

„A. 1579 den 5. aprilis dominica Laetare zu halffasten uff der Rosentag hat mir jonfer Elisabetha Horns, die bei uns wonte und den lest fastabent mir zu einem lehne wie in Coln bruchlich, geben war, ein britzel geschickt. Derhalb sin mir den abent zu Weinsberch samen frolich gewest.“

Die französischen Besatzer untersagten in Köln die Fastnacht am 12. Februar 1795, erlaubten sie jedoch am 7. Pluviôse des Jahres XII. (28. Januar 1804) wieder.[1] Das Bürgertum feierte zwar nach wie vor närrische Maskenbälle, die Straßenfastnacht war aber nahezu ausgestorben. Der Karneval in Köln, das nach dem Abzug der Franzosen seit 1815 preußisch war, wurde 1823 mit der Gründung der Grossen Karnevalsgesellschaft (heutige Die Grosse von 1823), die aus ihren Reihen die „Festordner“ wählten, neu belebt und geordnet.
Es wird berichtet, dass das erste Treffen, das zur Gründung der Karnevalsgesellschaft führte, im November 1822 im Weinhäuschen an St. Ursula stattfand, wohl im heutigen Brauhaus Schreckenskammer, wahrscheinlich auf Initiative von Mitgliedern der Olympischen Gesellschaft Köln, Ferdinand Franz Wallraf, Matthias Joseph de Noël und deren Freundeskreis sowie Mitgliedern des Literaturkränzchens, die die Ideen für die Festgestaltung lieferten. Hierzu gehörten u. a. Ernst Weyden, Christian Samuel Schier, Johann Baptist Rousseau, Wilhelm Smets, Johann Baptist Farina und Emanuel Ciolina Zanoli. Der Karnevalsmontag wurde wohl gewählt, da er bis dato der ruhigste der drei Karnevalstage gewesen war und um dem Verdacht vorzubeugen, die vielen kleinen Umzüge der kleineren Maskengesellschaften zu verdrängen. Nach zwölf Wochen Vorbereitungszeit fand am 10. Februar 1823 der erste Kölner Rosenmontagszug statt.
Ab dem Folgejahr trafen sich die Mitglieder der Grossen Karnevalsgesellschaft (auch „Grosser Rat“ genannt) jährlich um Neujahr zu einer Generalversammlung, um aus ihren Reihen ein „Festordnendes Comitée“ („Kleinen oder lustigen Rat“) zu wählen, das die Organisation des folgenden Karnevalsfestes übernehmen sollte. Zum ersten Präsidenten und Sprecher wurde Heinrich von Wittgenstein gewählt.
1825 wurde Johann Wolfgang von Goethe „von den Statt habenden Feyerlichkeiten in Kenntniß gesetzt und zum Feste eingeladen“, woraufhin er sein Gedicht Der Köllner Mummenschanz verfasste.
1882 kam es zu einer Vereinsspaltung, da der Präsident August Wilcke nach internen Streitigkeiten von seinem Amt zurücktrat und mit seinen Anhängern eine eigene Gesellschaft, die Kölner Karnevalsgesellschaft, gründete. Fritz Hönig wurde zum neuen Präsidenten der Grossen KG gewählt. Nun beanspruchten zwei große Karnevalsvereine die führende Stellung im Karneval, was zu Schwierigkeiten in der Festgestaltung und der Organisation der Veranstaltungen führte und zur Folge hatte, dass 1883 – ähnlich wie 1844 und 1845 – zwei große Maskenzüge durch Köln gingen.
1888 vermittelten Bürgermeister Karl Ferdinand Thewalt und Fritz Hönig zwischen den beiden Vereinsvorständen, und schließlich einigten sich diese im Januar 1888 darauf, gemeinsam ein „Maskenzug-Comite“ unter dem Vorsitz von Hönig zu bilden. Erstmals hatte 1888 also nicht mehr die Grosse KG, sondern ein Festkomitee (heute: Festkomitee Kölner Karneval) der beiden Vereine die Leitung über den Maskenzug. Das Festkomitee wurde in den folgenden Jahren zu einer festen Institution, indem die beiden großen Karnevalsgesellschaften gemeinsam über die Festgestaltung bestimmten. 1889 wurde das Festordnende Komitee, ins Vereinsregister eingetragen, wobei der Präsident der Großen KG weiterhin bis 1908 gleichzeitig auch Präsident des Festordnenden Komitees war. Dann einigten sich die beiden großen Karnevalsgesellschaften auf einen jährlichen Wechsel im Präsidium des Kölner Festkomitees.
1935 widersetzte sich der offizielle Kölner Karneval dem Eintritt in die NS-Organisation „Kraft durch Freude“, was als „Narrenrevolte“ bezeichnet wird. Allerdings bezog sich das nur auf die Organisationsstruktur und nicht auf inhaltliche Distanz zum NS-Staat; ein Teil der Leitung der Kölner Karnevalisten war bereits zuvor in die NSDAP eingetreten. Schon in der Frühzeit des Nationalsozialismus waren Juden im Karneval Ziel antisemitischer Diffamierungen.

### Ausfälle
In der Geschichte Kölns fiel der Rosenmontagszug seit 1823 mehrfach aus. 1871 war der Deutsch-Französische Krieg die Ursache. Auch von 1915 bis 1926 kam durch Krieg und die Besetzung des Rheinlands kein Zug zustande. General Paul von Ploetz verbot für die Karnevalszeit „die Veranstaltung von Versammlungen und Sitzungen aller Art“ sowie „das Tragen von Verkleidungen oder karnevalistischen Abzeichen in der Öffentlichkeit“. Später wurde auch „das Singen und Spielen karnevalistischer Lieder in Lokalen, Vereinsräumen, auf Straßen wie auf öffentlichen Plätzen“ verboten. Von 1940 bis 1948 waren der Zweite Weltkrieg und das anschließende Verbot durch die Militärregierung verantwortlich für die Ausfälle.
Grabenkämpfe innerhalb des Festkomitees sorgten 1833, 1844, 1856 und 1857 für Absagen. Die Weltwirtschaftskrise stoppte 1931 und 1932 den Zug. Die Jecken in Köln gelten zwar als wetterfest, 1868 musste der Zug wegen schlechten Wetters trotzdem entfallen. Ein Trauertag für den Tod von König Friedrich Wilhelm IV. sorgte 1861 für leere Straßen in Köln. Und verboten wurden Zug und Karneval 1830 und 1851 von den Preußen „wegen anormalischer und in polizeilicher Hinsicht nichtunbedenklicher Lustbarkeit“, möglicherweise standen dahinter aber auch Querelen innerhalb des Festordnenden Komitees. Der einzige Rosenmontagszug an einem Sonntag kam wegen der Reichstagswahl 1887 zustande.
Im zweiten Golfkrieg 1991, als andernorts aus Anteilnahme der Rosenmontagszug abgesagt wurde und beispielsweise die Mainzer und Düsseldorfer auf den Zug verzichteten und auch das Festkomitee Kölner Karneval keinen Zug veranstaltete, machten sich einige Kölner unter dem Motto „Kamelle statt Bomben“ spontan auf den Weg. Bei dieser Gelegenheit wurde der Geisterzug wieder eingeführt.
Rosenmontag 2021 präsentierte das Festkomitee Kölner Karneval mit dem Hänneschen-Theater den Ausgefallensten Rosenmontagszug, den der WDR im Fernsehen übertrug. Wegen der Covid-19-Pandemie durfte der große Zug nicht stattfinden, so wurde er 70 Meter lang im Miniaturformat mit 26 Wagen und 177 Puppen auf einer 32 Meter messenden Bühne in der Wagenbauhalle des Festkomitees gezeigt.
Auch im Winter 2021/22 hielt die Pandemie an, sodass viele Veranstaltungen nicht wie üblich stattfinden konnten. Wegen der unklaren Aussichten und der vielen Zuschauer wurden deshalb auch der Rosenmontagszug und die Schull- un Veedelszöch 2022 abgesagt. Als Alternative plante man aber unter anderem ein Rosenmontagsfest mit kleinem Umzug durch das Rheinenergiestadion und etwa 8800 Zuschauern, das auch im Fernsehen übertragen werden sollte.
Als an Weiberfastnacht, dem 24. Februar 2022, der russische Überfall auf die Ukraine begann, wurde dieses jedoch kurzfristig wieder abgesagt; Radio- und Fernsehsender sagten das geplante Programm mit Karnevalsmusik, Sitzungen und anderen Übertragungen ebenfalls ab. Statt des geplanten Fests fand am Rosenmontag unter der Leitung des Festkomitees eine Friedensdemonstration entlang des leicht gekürzten üblichen Zugwegs statt. Es kamen statt der erwarteten 30.000 Personen nach Schätzungen der Kölner Polizei etwa 250.000, die ohne Kamelle und die üblichen Wagen, aber vielfach in den Nationalfarben der Ukraine kostümiert, demonstrierten.

## Besonderheiten des Kölner Karnevals

### „Bützchen“ und „Alaaf“
Häufig hört man den Ausdruck bützen oder gebützt werden. Diese kleinen, mit geschürzten Lippen verteilten Küsschen (Bützchen) sind Teil der kölschen Karnevalstradition und als Ausdruck der Freude auch gegenüber Fremden und Honoratioren wie Polizisten und Bürgermeistern erlaubt, zumindest aber toleriert. Der typische traditionelle Narrenruf ist Kölle Alaaf, ursprünglich ein Trinkspruch.

### Die kölsche Karnevalsmusik

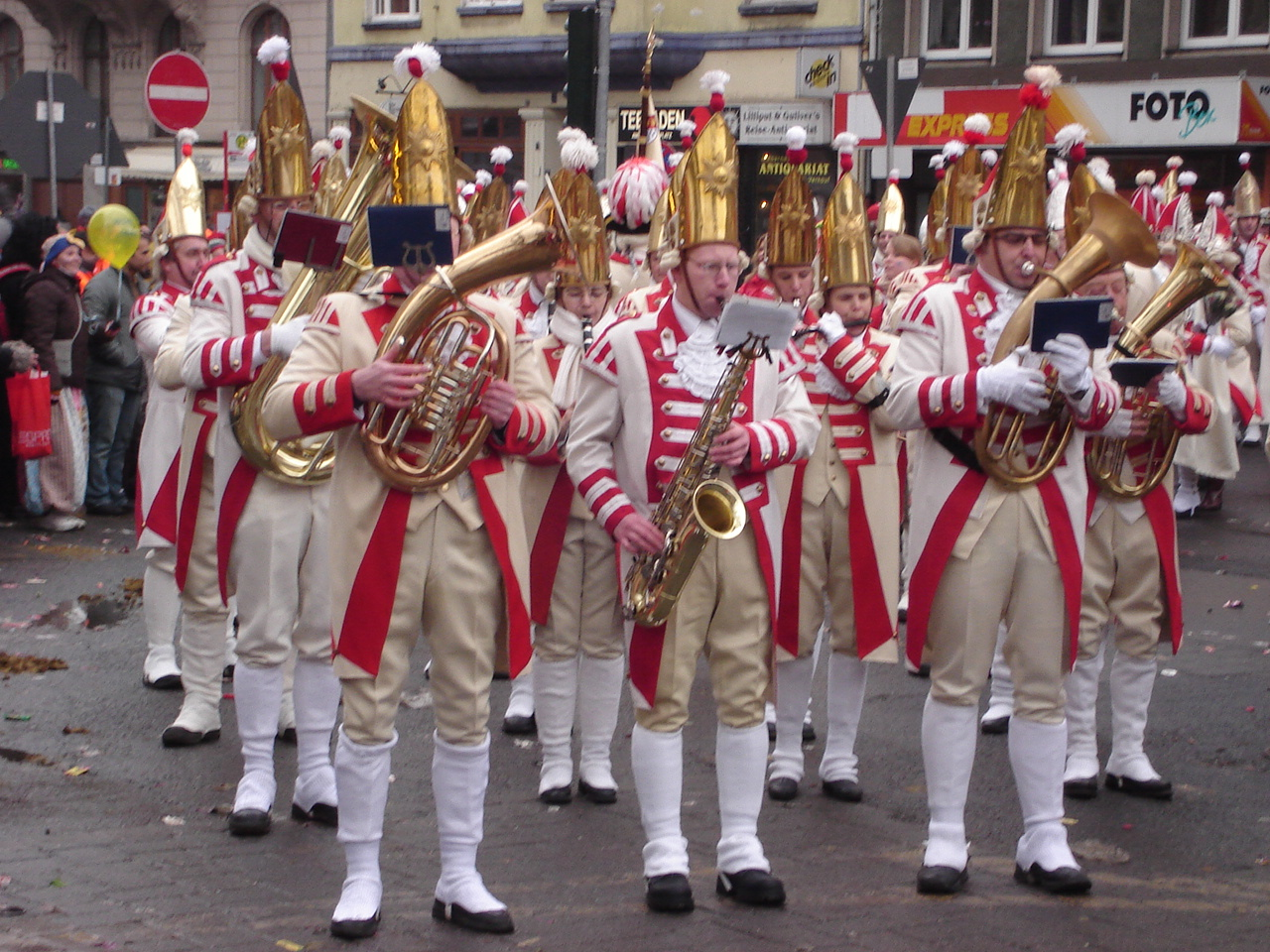
Musikkapelle der Prinzen-Garde (2006)

Das musikalische Repertoire, das neben Gassenhauern und modernen Karnevalshits auch leise Töne umfasst, wird nicht nur in der Karnevalszeit, sondern bei unterschiedlichen Veranstaltungen während des gesamten Jahres gespielt und gesungen. Zu den unverwüstlichen Liedern aus der ersten Hälfte des 20. Jahrhunderts gehören vor allem die Krätzchen beispielsweise von Willi Ostermann, August Batzem, Karl Berbuer oder von Gerhard Jussenhoven, der oft mit dem Textdichter Jupp Schlösser zusammenarbeitete. Neben den traditionellen Krätzchen stammen weitere klassische Karnevalslieder von Emil Jülich, August Schnorrenberg, Kurt-Adolf Thelen und Fritz Weber. Daneben kommt häufig auch Marschmusik zum Einsatz wie Der treue Husar (1924) von Heinrich Frantzen, der auch Märsche für Karnevalsgarden geschrieben hat. Diese Marschmusik wird auch im Kölner Rosenmontagszug gespielt – oft von Musikkapellen, die sogar aus Nachbarländern kommen.
Nach dem Zweiten Weltkrieg folgten weitere Autoren Kölner Liedguts, die ihre Titel teilweise auch selbst sangen und deren Musik mittlerweile als klassisch angesehen werden kann, so zum Beispiel Jupp Schmitz, Günter Eilemann, der das Eilemann-Trio gründete, Toni Steingass, Ludwig Sebus, Günter Dahmen und Marie-Luise Nikuta, die neben weiteren Titeln auch über Jahrzehnte hinweg die jährlichen Mottolieder des Kölner Karnevals komponierte, textete und auch selbst sang. Hans Knipp trat zwar nicht selbst als Interpret in Erscheinung, komponierte jedoch u. a. zahlreiche Titel für die Bläck Fööss.

### Sitzungskarneval
Neben dem Straßenkarneval mit seinen Umzügen und (meist auf reine Musikdarbietungen beschränkten) Freiluft-Veranstaltungen ist ein weiterer fester Bestandteil der sogenannte Sitzungskarneval mit Veranstaltungen, in denen den Zuschauern ein karnevalistisches Programm geboten wird – die Karnevalssitzungen. Diese werden in der Regel von den Karnevalsvereinen organisiert, wobei die Programmgestalter, die für die Auswahl der einzelnen Darbietungen verantwortlich sind, Literaten genannt werden. Sie beginnen schon zum Sessionsstart am 11.11. des Vorjahres und ziehen sich dann (mit Ausnahme der Advents- und Weihnachtszeit) durch die ganze Karnevalssession.
Dort treten Musikgruppen und Einzelinterpreten, die karnevalistisches Liedgut und Stimmungslieder präsentieren, Tanzgruppen sowie Büttenredner auf, die ihre humoristischen Wortbeiträge meist als Type mit eigener Kostümierung und eigenem Charakter darbieten. Der Name des Büttenredners leitet sich dabei von der „Bütt“ ab, dem Rednerpult, von dem die Beiträge vorgetragen werden; in neuerer Zeit wird häufig auf die „Bütt“ verzichtet. Sonderformen sind die Reimredner, die ihren Vortrag in Reimform präsentieren, und die Zwiegespräche, die von zwei Rednern in Dialogform präsentiert werden. Teilweise finden sich auch Mischformen wie die Kombination von Rede und Gesang oder die Kombination mit Parodien. Ein weiterer häufiger Bestandteil ist der Aufmarsch von Garden, Gastvereinen und dem Kölner Dreigestirn, in der Regel mit eigenen Darbietungen von „Tanzmariechen“, Tanzpaaren und Musikzügen.
Je nach Charakter und Zielgruppe der Sitzung unterscheidet man Prunksitzung (gelegentlich auch Galasitzung genannt), Kostümsitzung, Volkssitzung (Milljöhsitzung), Herrensitzung, Damensitzung (manchmal auch Mädchensitzung genannt) und Seniorensitzung. Eine Sonderstellung nehmen Kindersitzungen ein, wo keine klassischen Darbietungen gezeigt werden, sondern ein Programm speziell für die (in der Regel kostümierten) Kinder präsentiert wird. Dort tritt dann häufig auch ein eigener Kinderprinz auf. Geleitet werden die Sitzungen meist von einem Elferrat unter dem Vorsitz des Sitzungspräsidenten, der durch das Programm führt und die einzelnen Programmpunkte ansagt.

### Die verschiedenen Tage der Karnevalswoche

11. November 2023: Eröffnung der Karnevalssession am Tanzbrunnen

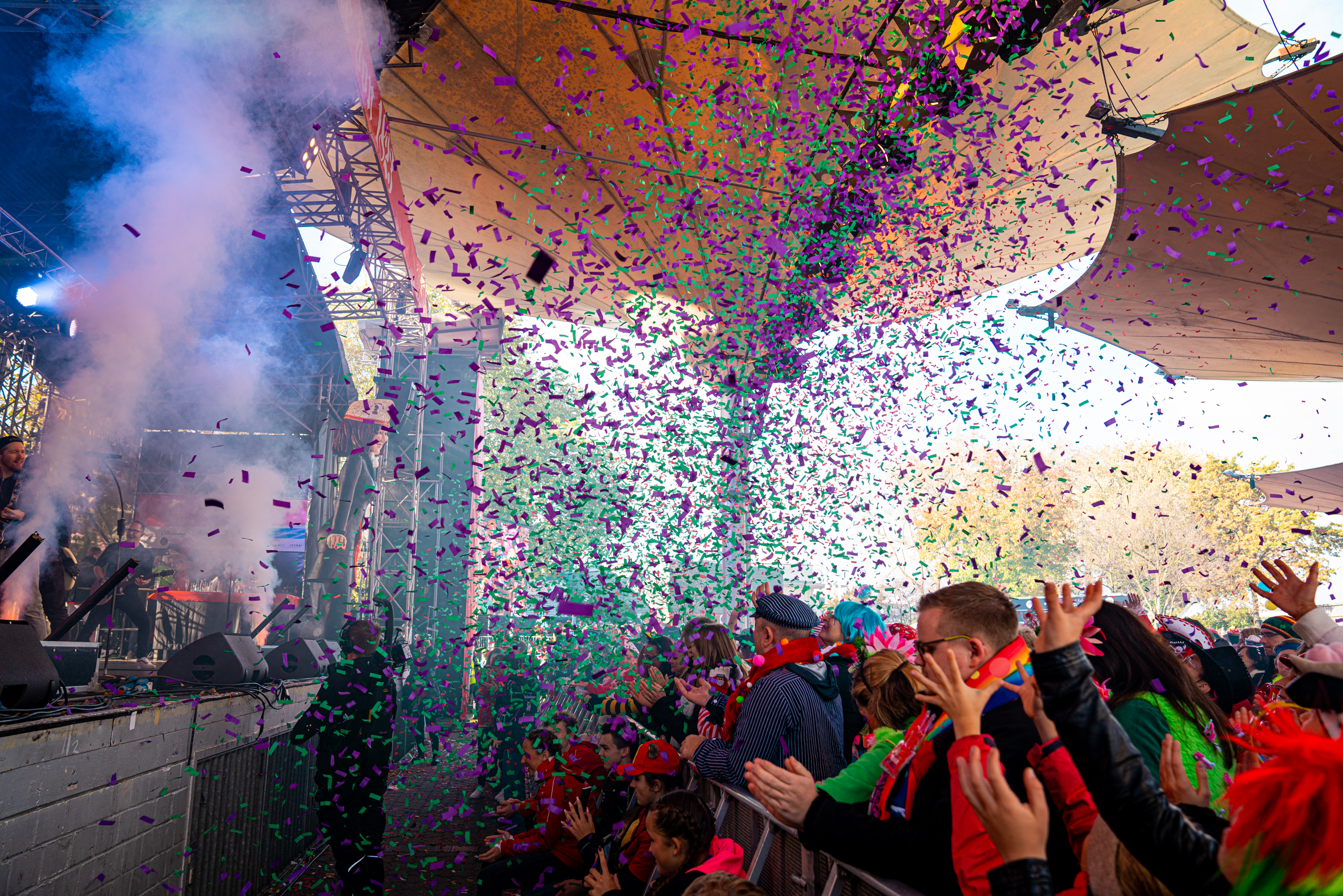
Sessionseröffnung am 11. 11. 2024 um 11.11 Uhr und 11 Sekunden am Tanzbrunnen

Auch wenn die Karnevalssession am 11. 11. des Vorjahres beginnt, ist die sogenannte Karnevalswoche die Hochzeit des närrischen Treibens in der kölschen Fasteleer. Sie wird auch die Zeit des Straßenkarnevals genannt, weil man viele kostümierte Karnevalsjecke auf den Straßen antrifft und viele Veranstaltungen auf oder an der Straße stattfinden.

#### Donnerstag (Weiberfastnacht)

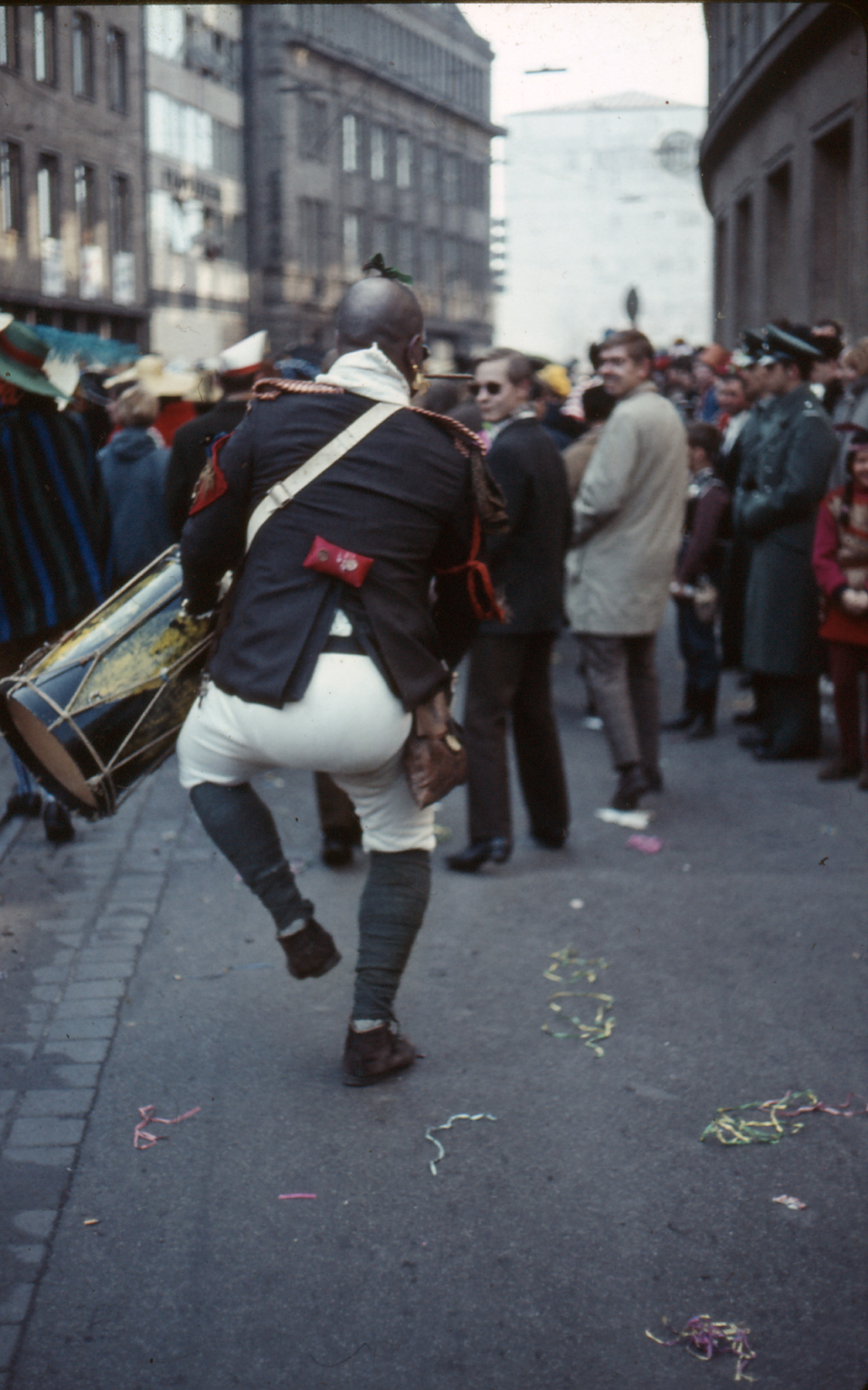
Straßenkarneval im Jahr 1967

An Weiberfastnacht (Kölsch: Wieverfastelovend) beginnt um „11 Uhr 11“ der offizielle Straßenkarneval; die Hauptveranstaltung mit dem Kölner Oberbürgermeister und dem Kölner Dreigestirn findet in der Regel auf dem Alter Markt in der Kölner Innenstadt statt. In vielen Kölner Stadtvierteln (den sogenannten Veedeln) finden weitere Feiern zur Eröffnung des Straßenkarnevals statt; die bekanntesten sind in Köln-Nippes (Wilhelmplatz), Köln-Ehrenfeld (vor dem Bezirksrathaus) und in der südlichen Kölner Innenstadt (vor der Kirche St. Severin auf der Severinstraße).
Zuvor, am frühen Morgen gegen 7.30 Uhr, weckt der Bellejeck nach einem Zug vom Dom zur Hofburg mit seinem Gefolge aus Mitgliedern seiner Karnevalsgesellschaft, der „Grosse Allgemeine KG von 1900, Köln“, und vielen anderen Narren mit lauten Rufen „Opstonn“ (aufstehen) und Geklingel das Kölner Dreigestirn.
Viele Firmen veranstalten an Weiberfastnacht eigene Karnevalssitzungen oder -partys. Behörden, Firmen und Geschäfte bleiben teilweise geschlossen oder schließen früher; viele Vereine, Stammtische, Freundeskreise und Privatpersonen finden sich zu Feiern zusammen. Bereits am frühen Morgen strömen die Menschenmassen in die Altstadt und die Südstadt; dort feiern die Jecken bis spät in die Nacht. Beliebt ist dabei während des gesamten Tages der Brauch, bei dem die „jecken Wiever“ (die verrückten Weiber) den Männern die Krawatte abschneiden. Generell gehört der Donnerstag den Frauen, darum auch der Name Weiberfastnacht.
Traditionell veranstaltet das „Reiter-Korps Jan von Werth von 1925 e. V.“ an Weiberfastnacht sein Spell ahn d'r Vringspooz (Spiel an der Severinstorburg); gegen 14:30 Uhr zieht das Korps auf den Platz vor der Torburg am Chlodwigplatz und spielt die Legende um Jan un Griet nach. Anschließend zieht das Reiter-Korps vom Chlodwigplatz in die Kölner Altstadt zum Alter Markt, begleitet von zahlreichen Karnevalsvereinen. Dieser Zug ist der erste Karnevalszug in jeder Session.

#### Karnevalsfreitag
Neben vielen traditionell am Karnevalsfreitag stattfindenden Sitzungen gibt es seit 1998 mit dem Sternmarsch der Kölner Veedelsvereine eine große Veranstaltung in der Kölner Innenstadt. Die teilnehmenden Gruppen der Kölner Veedelszöch (Teil der Kölner Schull- un Veedelszöch) ziehen dabei von den umliegenden Plätzen auf den Alter Markt; dort wird mit einem bunten Programm und den Auftritten zahlreicher Karnevalskünstler bis spät in den Abend gefeiert.

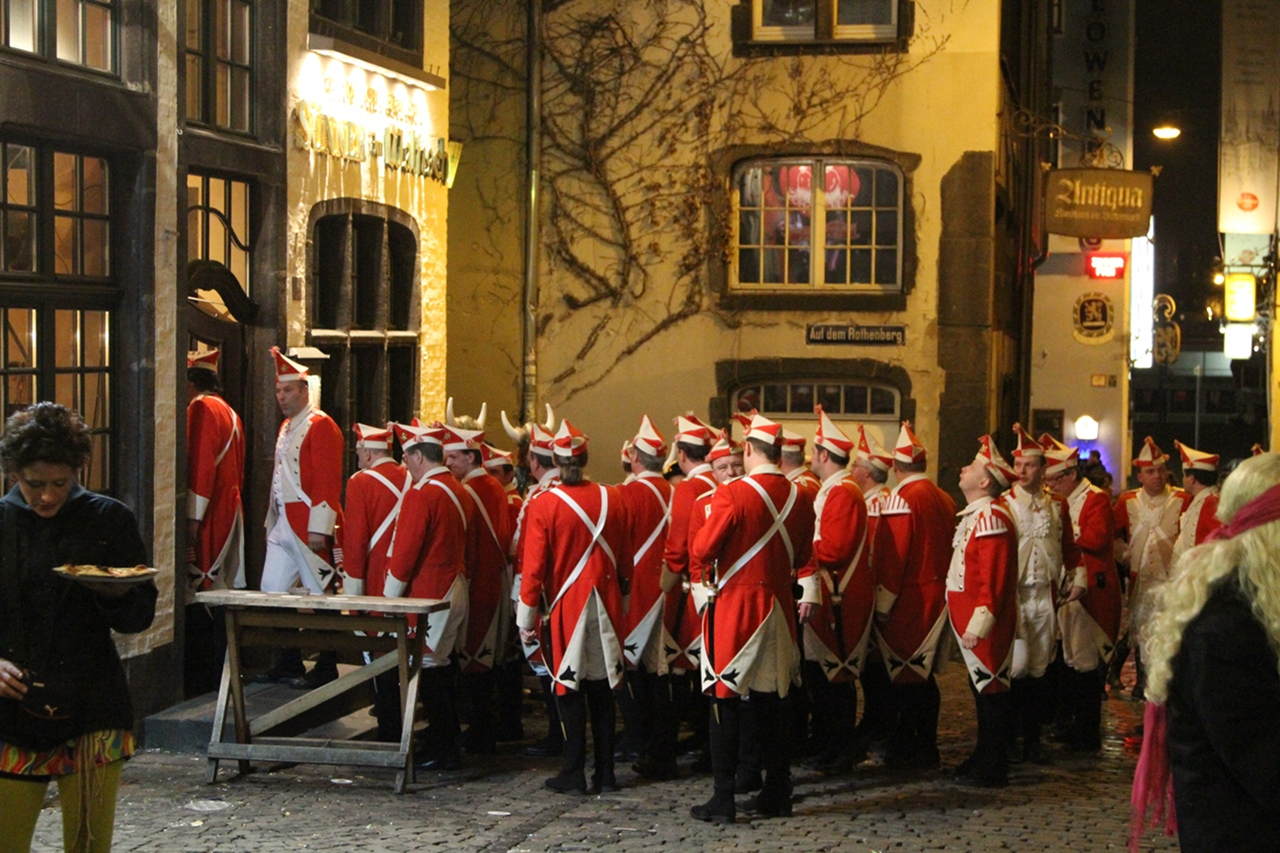
Karnevalsfreitag 2011 in der Altstadt

#### Karnevalssamstag
Am Karnevalssamstag startet bereits am Vormittag auf dem Kölner Neumarkt das Funkenbiwak der Kölsche Funke rut-wiess vun 1823 e. V. Bei dieser Veranstaltung werden sogenannte „Funkenstangen“ (Kölner Stangen, auf denen der aktuelle Sessionsorden abgebildet ist) verkauft. Diese Gläser können während der Veranstaltung an den Bierständen kostenlos mit Kölsch gefüllt werden. Am Nachmittag starten in zahlreichen Stadtteilen die Veedelszöch genannten Karnevalsumzüge der Kölner Stadtviertel. Am Abend finden in den großen Sälen überwiegend Kostümbälle statt.
Von 1991 bis 2019 war der Abend des Karnevalssamstags zudem Termin des Geisterzugs, der über wechselnde Routen durch die Stadt zieht. Seit 2020 findet dieser bereits eine Woche zuvor statt, also am Samstag vor Weiberfastnacht.

#### Karnevalssonntag
Neben zahlreichen Veedelszöch in den Kölner Stadtteilen finden am Karnevalssonntag, auch Tulpensonntag genannt, die Kölner Schull- un Veedelszöch statt. Diese nehmen dabei eine geringfügig andere Strecke als der Kölner Rosenmontagszug, da parallel im Gürzenich eine große Karnevalssitzung stattfindet und die Künstler den Saal sonst nicht erreichen könnten. Am Abend gibt es erneut zahlreiche Karnevalssitzungen.

#### Rosenmontag
Der Höhepunkt des Karnevals ist der Rosenmontag. An diesem Tag haben spätestens ab Mittag viele Geschäfte und Firmen geschlossen. Über eine Million Menschen säumen dann den Weg des Kölner Rosenmontagszugs, der vom Chlodwigplatz nordwärts durch die Kölner Innenstadt zieht. Der Zug löst sich traditionell in der Mohrenstraße auf. Auch in wenigen Stadtvierteln finden kleinere Umzüge statt.

#### Karnevalsdienstag

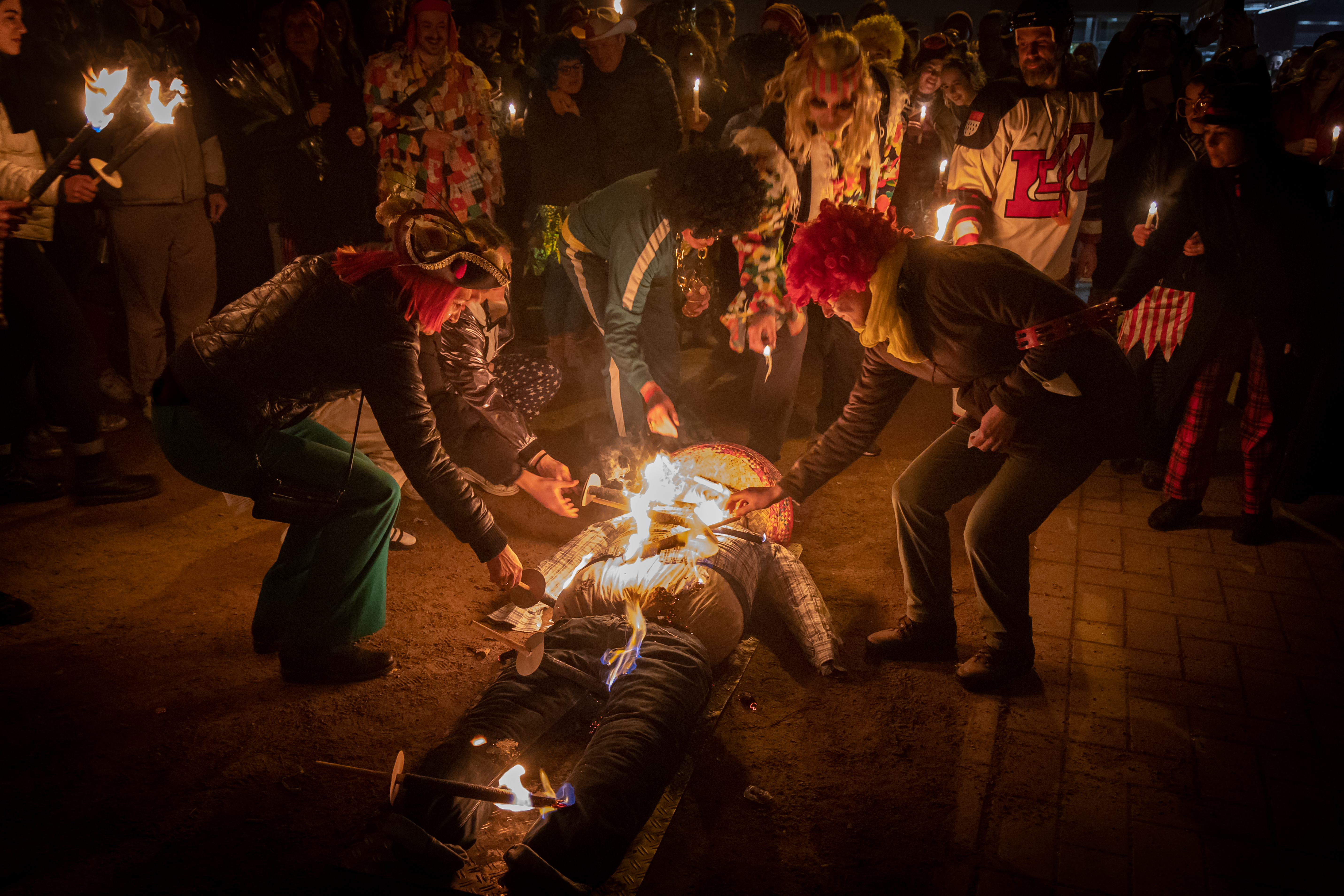
Nubbelverbrennung

Am letzten Tag der Karnevalssession feiern die Jecken noch einmal in ihren Stadtteilen bei weiteren Veedelszöch. Die größten Karnevalszüge finden dabei in den Stadtteilen Köln-Mülheim, -Nippes und -Ehrenfeld statt, wo jeweils bis zu 200.000 bunt Kostümierte den Straßenrand säumen. Gegen Mitternacht wird mit großer Feierlichkeit vor vielen kölschen Kneipen in einer rituellen Zeremonie die Nubbelverbrennung vollzogen. Dabei werden auf eine Strohpuppe, den Nubbel, die zahlreichen Sünden geladen, die während der Karnevalstage begangen wurden, und mit der Puppe verbrannt.

#### Aschermittwoch
Am Aschermittwoch ist alles vorbei weiß schon altes Liedgut zu verkünden. Jedoch treffen sich die meisten Karnevalsgesellschaften, allerdings ungeschminkt und in normaler Kleidung, an diesem Tag noch einmal zum traditionellen Fischessen zum Beginn der Fastenzeit. Auch viele Restaurants schließen sich dem Brauch mit besonderen Angeboten an. Die katholischen Kölner gehen am Aschermittwoch zur Frühmesse und erhalten dort das Aschenkreuz aus den verbrannten geweihten Palm-Zweigen des letztjährigen Palmsonntags.

## Wirtschaftsfaktor Karneval
In Köln sorgt der Karneval pro Karnevalssession für einen durchschnittlichen Gesamtumsatz von mehr als 460 Millionen Euro, wovon 165 Millionen Euro auf Gastronomie/Hotellerie und 75 Millionen auf den Transport entfallen. Für ihre Kostümierungen geben die Kölner Jecken rund 85 Millionen Euro aus. Die Stadt Köln und die umliegenden Kommunen vereinnahmen rund um den Karneval in wenigen Wochen bis zu fünf Millionen Euro an zusätzlichen Gewerbesteuern. Dem Institut der deutschen Wirtschaft zufolge ist der Kölner Karneval ein ernstzunehmender bedeutender kommerzieller Wirtschaftsfaktor, denn 3.000 Firmen beliefern die Narren, allein 15 Unternehmen stellen ausschließlich Karnevalsutensilien her. Jährlich prasseln 330 Tonnen Bonbons, 700.000 Schokoladentafeln und 220.000 Pralinenschachteln auf die Jecken herunter. Finanziert wird der Karneval hauptsächlich durch Sponsoren, Einnahmen aus Veranstaltungen und Spenden, da die öffentlichen Kassen den Karneval kaum unterstützen können.
Mit 480 Vereinen ist Köln die Karnevalshochburg schlechthin. 1,5 Millionen Besucher reisen eigens wegen des Karnevals an, insbesondere aus Belgien, Frankreich und den Niederlanden; auf etwa 8 Millionen Euro belaufen sich die Gesamteinnahmen im städtischen Haushalt. Einer Studie der Unternehmensberatung Boston Consulting Group (BCG) im Auftrag des Festkomitees Kölner Karneval zufolge trug der Kölner Karneval im Jahr 2008 zum Erhalt von rund 5.000 Arbeitsplätzen in der Region bei. Allein die Taxifahrer beförderten laut BCG 540.000 Mal Karnevalisten an die Schauplätze der Feierlichkeiten. Rund 957.000 Kneipenbesucher bescherten der Gastronomiebranche einen Umsatz von fast 48 Millionen Euro.